# アルトゥロ・マルケス
アルトゥロ・マルケス（Arturo Márquez、1950年12月20日 - ）は、メキシコ人の現代音楽の作曲家。
オーケストラによく演奏されるメキシコ現代音楽の人気楽曲の1つ「ダンソン・ヌメロ・ドス」の作曲者として知られる。

## 来歴
1950年、メキシコのソノラ州アラモスで生まれる。
1962年、家族と共にカリフォルニア州ラプエンテに移住。
1966年頃から地元ラプエンテで音楽の訓練を始め、その後、メキシコ国立音楽院やパリ、カリフォルニア芸術大学などで研鑽を重ねつつ作曲活動を展開。
1994年、Danzón No. 2 を発表。
2009年、メキシコ芸術科学賞（スペイン語: Premio Nacional de Ciencias y Artes (México)）の芸術部門（Bellas Artes）で賞を受賞。

## 作曲楽曲
- Cantata: Los Suenos [4]
- Conga del Fuego Nuevo [4]
- Danzón No. 1 [4]
- Danzón No. 2 [2][3][4]
- Danzón No. 3 [4]
- Danzón No. 4 [4]
- Danzón No. 5 [4]
- Danzón No. 8 [4]
- Dias de mar y rio [4]
- En clave [4]
- Espejos en la Arena [4]
- Homenaje a Gismonti [4]
- La pasion segun San Juan de Letran [4]
- Octeto malandro [4]
- Paisajes Bajo el Signo de Cosmos [4]
- Zarabandeo [4]

## 受賞歴
- 2006年、Medalla de Oro de Bellas Artes（Gold Medal of Fine Arts）[1]
- 2009年、メキシコ芸術科学賞・芸術部門（Bellas Artes）[3]

## 伝記本等
- Mar que es arena, danzones y espejos: un acercamiento a la obra del compositor Arturo Márquez (José Carlos Esquer 著／2009) ISBN 978-6-07759-808-4